# À l’ombre du show business
À l’ombre du show business – czwarty album studyjny francuskiego muzyka Kery’ego Jamesa, wydany 31 marca 2008 roku.

## Lista utworów
Źródło: Discogs
| Nr  | Tytuł                                                 | Długość |
| --- | ----------------------------------------------------- | ------- |
| 1.  | „Le combat continue Part III”                         | 6:56    |
| 2.  | „En sang ble” (feat. Béné)                            | 4:20    |
| 3.  | „L’Impasse”                                           | 7:19    |
| 4.  | „Ghetto” (feat. J-mi Sissoko)                         | 3:47    |
| 5.  | „Pleure en Silence”                                   | 4:36    |
| 6.  | „Foolek” (feat. Black Vner)                           | 4:01    |
| 7.  | „Banlieusards”                                        | 7:49    |
| 8.  | „Encore” (feat. Chauncey Black)                       | 3:38    |
| 9.  | „Laisse–Nous Croire” (feat. Kanya Sâmet)              | 4:09    |
| 10. | „Intro Egotripes”                                     | 0:37    |
| 11. | „Egotripes” (feat. Dry)                               | 3:42    |
| 12. | „Je m’écris” (feat. Zaho et Grand Corps Malade)       | 4:21    |
| 13. | „Vrai peura”                                          | 3:57    |
| 14. | „Après La Pluie” (feat. Zap Mama)                     | 3:53    |
| 15. | „X & Y”                                               | 6:36    |
| 16. | „Thug Love” (feat. Vitaa)                             | 3:54    |
| 17. | „À l’ombre du show business” (feat. Charles Aznavour) | 5:45    |

## Notowania na listach sprzedaży
| Kraj             | Lista (2008/2009)   | Najwyższa pozycja |
| ---------------- | ------------------- | ----------------- |
| Francja          | Top 250 Albums      | 3                 |
| Belgia (Walonia) | Ultratop 100 Albums | 27                |
| Szwajcaria       | Alben Top 100       | 59                |